# Asedio de Trípoli (1551)

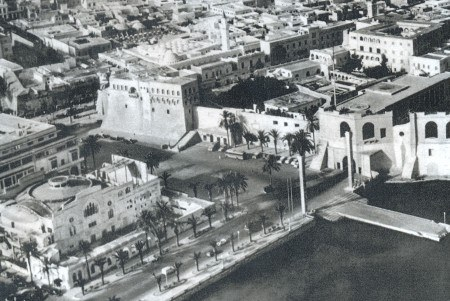
Vista aérea del Castillo Rojo (1950)

El asedio de Trípoli de 1551 fue una batalla entre el Imperio Otomano, junto a corsarios berberiscos y la Orden de Malta en Trípoli (actual Libia). 

## Antecedentes
La ciudad de Trípoli había sido conquistada por tropas castellanas en 1510, en unos años en los que el reino de Fernando el Católico se apoderó también de las ciudades norteafricanas de Mazalquivir, Orán y Bujía. Al morir Fernando, le sucedió su nieto Carlos, que poco después fue proclamado también emperador. Carlos luchó por preservar sus posesiones norteafricanas por ser parte de su herencia y por ideales de cruzada y de defensa de la Cristiandad. Adoptó una estrategia defensiva en la que tenía cabida la cesión de plazas lejanas a órdenes militares así como el establecimiento de pactos de vasallaje con autoridades musulmanas.
La Orden Hospitalaria de San Juan había sido expulsada de Rodas en 1522 por los otomanos. A los hospitalarios, que en un principio se asentaron en Viterbo y Niza bajo las órdenes del Papa y el Ducado de Saboya, Carlos V les entregó en 1530 la isla de Malta y la ciudad de Trípoli.
Los hospitalarios, que pasaron a ser conocidos como la Orden de Malta, continuaron luchando contra los musulmanes, especialmente contra los piratas berberiscos. La posición de los Caballeros en Trípoli era bastante vulnerable, sin embargo, ya que los más de 300 km que la separaban de Malta hacían casi imposible la llegada de refuerzos si era atacada. La situación económica de los Caballeros era además precaria y les había sido denegada por Carlos y el Papa una ayuda económica para reforzarse militarmente.
Desde 1531, los otomanos tenían una guarnición en Tajura, situada a 20 km de Trípoli, creada por Jeireddín Barbarroja para realizar operaciones contra los hospitalarios de Trípoli. Tajura se convirtió en una ciudad donde militares tribales y refugiados de otros territorios llegaban para combatir bajo las órdenes de los otomanos a cristianos y hafsíes, vasallos de Carlos V, En 1536, el oficial turco Qaraman quiso capturar Trípoli y llegó a construir un contra-castillo, pero una epidemia le obligó a desistir del intento.
En julio de 1551, las fuerzas otomanas intentaron apoderarse del Fuerte de San Ángel y de Mdina , pero al ver la superioridad hospitalaria invadieron unos días después Gozo, haciendo esclavos a seis mil habitantes.

## Asedio
Trípoli estaba bajo el mando del mariscal hospitalario Gaspard de Vallier, de la lengua francesa, que contaba con treinta caballeros y unos 630 mercenarios de Calabria y Sicilia. Los otomanos bajo el mando de Turgut Reis y Sinan Pasha partieron de Tajura, rodearon el Castillo Rojo y establecieron tres baterías de doce cañones cada una.
Gabriel de Luetz, embajador francés en el Imperio Otomano, se unió a la flota otomana en Trípoli con dos galeras y un galeón. La misión del embajador era disuadir a los turcos de tomar la ciudad pues Malta no era un enemigo de la alianza franco-otomana contra la Casa de Habsburgo. Informes posteriores desvelaron que tras la petición del embajador Sinan Pasha y Turgut Reis se negaron a levantar el sitio, alegando que tenían la orden de erradicar a los Caballeros de Malta del continente africano. Gabriel de Luetz amenazó con navegar a Constantinopla para apelar al sultán  Solimán I, pero le prohibieron salir de la ciudad hasta que acabó el asedio.
Los hospitalarios empezaron a negociar la rendición, que tuvo lugar tras seis días de bombardeo, el 14 de agosto. Los caballeros supervivientes, unos 200, fueron entregados al embajador francés que los llevó a Malta. La ciudad cayó así en manos de Sinan Pasha. Los 630 mercenarios fueron hechos esclavos.

## Consecuencias
Carlos V, que se encontraba en Augsburgo, reaccionó contra el Reino de Francia más que contra Solimán, el cual había dado por finalizada la tregua en el Mediterráneo. Carlos V preferirá mantener la calma con el turco para centrarse en los movimientos de Enrique II de Francia, que negaba cualquier responsabilidad en la captura de Trípoli.
Enrique II tras conocer la derrota de la Orden, escribió una misiva a Juan de Homedes, Gran Maestre de Malta, en la que expresaba las consecuencias que la derrota podría significar para los cristianos. También se excusaba diciendo que, de haber conocido las intenciones otomanas, habría mandado tropas para defender Trípoli. Finalmente se comprometió a defender Malta.
Por su parte Juan de Homedes culpó de la derrota a Gaspard de Vallier, al que juzgó y despojó del hábito y la cruz de la Orden.
Los otomanos nombraron a Murād Agha, comandante de Tajura desde 1536, beylerbey de la ciudad y en 1553, Solimán I nombró a Turgut Reis comandante de Trípoli, convirtiendo la ciudad en una importante plaza para las incursiones de los piratas berberiscos y en capital de Tripolitania.
El asedio fue el primer paso de la guerra hispano-francesa de 1551 y 1559.